# Gabinete de Atendimento à Família

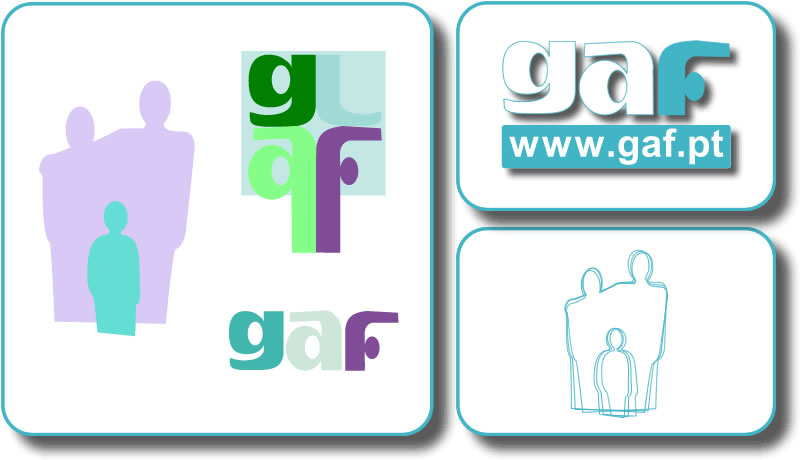
História dos logótipos do GAF

GAF são as Siglas de Gabinete de Atendimento à Família.
O Gabinete Social de Atendimento à Família – GAF - é uma Instituição Particular de Solidariedade Social (IPSS), criada a 24 de Maio de 1994 pela Ordem dos Padres Carmelitas de Viana do Castelo. O reconhecimento de carácter social da  Instituição encontra-se publicado no Diário da República Portuguesa com nº 58/96 Publicada em D.R. III 14-03-1997.

## Missão
Desenvolver respostas sociais de qualidade, com um espírito humanista e solidário, que promovam os direitos, a qualidade de vida, a inclusão e a cidadania de indivíduos e famílias em situação de vulnerabilidade social e/ou económica.

## Valores
Ser uma referência nacional no âmbito da intervenção social, pela inovação das suas práticas e pela qualidade dos serviços prestados às comunidades.

## Fim
Artigo 3 dos Estatutos do GAF,(Fim): "O Gabinete propõe-se criar um espaço de serviço humano e espiritual privilegiado para preparar, prevenir, reformular, reconstruir, desenvolver e repensar a família para os desafios que o mundo contemporâneo lhe coloca."

## Objectivo
O GAF surgiu com o objectivo de promover a família nas suas diferentes dimensões e proporcionar uma resposta global e integrada às problemáticas que mais se evidenciam na actualidade: rupturas familiares e problemáticas relacionadas com a exclusão social. Os diversos serviços do gabinete estão distribuídos em 5 áreas de actuação: Área da Inserção Social; Área da Violência Doméstica/Igualdade de Oportunidades; Área das Famílias e Crianças em Risco; Área da Toxicodependência; Área da Inserção Social; Área dos Serviços Socialmente Solidários.